# Губерт Штромаєр
Губерт Штромаєр (нім. Hubert Strohmaier; 25 березня 1896, Арнфельс — 11 вересня 1947, Белград) — австро-угорський, австрійський і німецький офіцер, генерал-майор вермахту. Кавалер Німецького хреста в золоті.

## Біографія
В серпні 1914 року вступив в 11-й польовий гаубичний полк. Учасник Першої світової війни. Після війни продовжив службу в австрійській армії. Після аншлюсу 15 березня 1938 року автоматично перейшов у вермахт. З 1 квітня 1938 по 12 вересня 1940 року — командир 3-го дивізіону 102-го артилерійського полку, з 25 жовтня 1941 по 15 травня 1942 року — 94-го артилерійського, з 20 вересня 1942 року — 112-го гірського артилерійського, з 17 січня 1943 року — 373-го артилерійського (хорватського) полку, з 7 серпня 1944 року — 111-го артилерійського командування. Після війни засуджений югославською владою до страти і повішений.

## Звання
- Лейтенант (серпень 1914)
- Оберстлейтенант (1 жовтня 1939)
- Оберст (1 квітня 1941)
- Генерал-майор (1 квітня 1945)

## Нагороди
- Срібна і бронзова медаль «За військові заслуги» (Австро-Угорщина) з мечами
- Хрест «За військові заслуги» (Австро-Угорщина) 3-го класу з військовою відзнакою і мечами
- Військовий Хрест Карла
- Нагрудний знак авіатора
- Пам'ятна військова медаль (Австрія) з мечами
- Срібний знак «За заслуги перед Австрійською Республікою»
- Пам'ятна військова медаль (Угорщина) з мечами
- Почесний хрест ветерана війни з мечами
- Медаль «За вислугу років у Вермахті» 4-го, 3-го, 2-го і 1-го класу (25 років)
- Залізний хрест 2-го і 1-го класу
- Німецький хрест в золоті (24 грудня 1941)